# Авадалла Бабікер
Авадалла́ Бабіке́р (нар. 2 березня 1917 — пом. 17 січня 2019) — державний та політичний діяч Судану; прем'єр-міністр у період з 25 травня до 27 жовтня 1969 року.
Народився 2 березня 1917 р. в штаті Білий Ніл. Закінчив юридичний факультет Хартумського університету, викладав там же.
В 1954-1957 роках представник палати депутатів, з 1957 року член Верховного суду в Хартумі, в 1964-1969 роках його голова. Один з керівників широкого народного руху в жовтні 1964 року, коли було скинуто диктатуру Ібрагіма Аббуда. З 1967 року член Юніоністичної демократичної партії. В травні-жовтні 1969 року прем'єр-міністр, в жовтні 1969 — липні 1970 років заступник голови Революційної ради та міністр іноземних справ, в 1969-1971 роках міністр юстиції, в жовтні 1971 — травні 1972 років перший віцепрезидент Судану, потім пішов у відставку та емігрував до Єгипту. Помер 6 вересня 2016 р.